# المحكمة الجنائية الخاصة

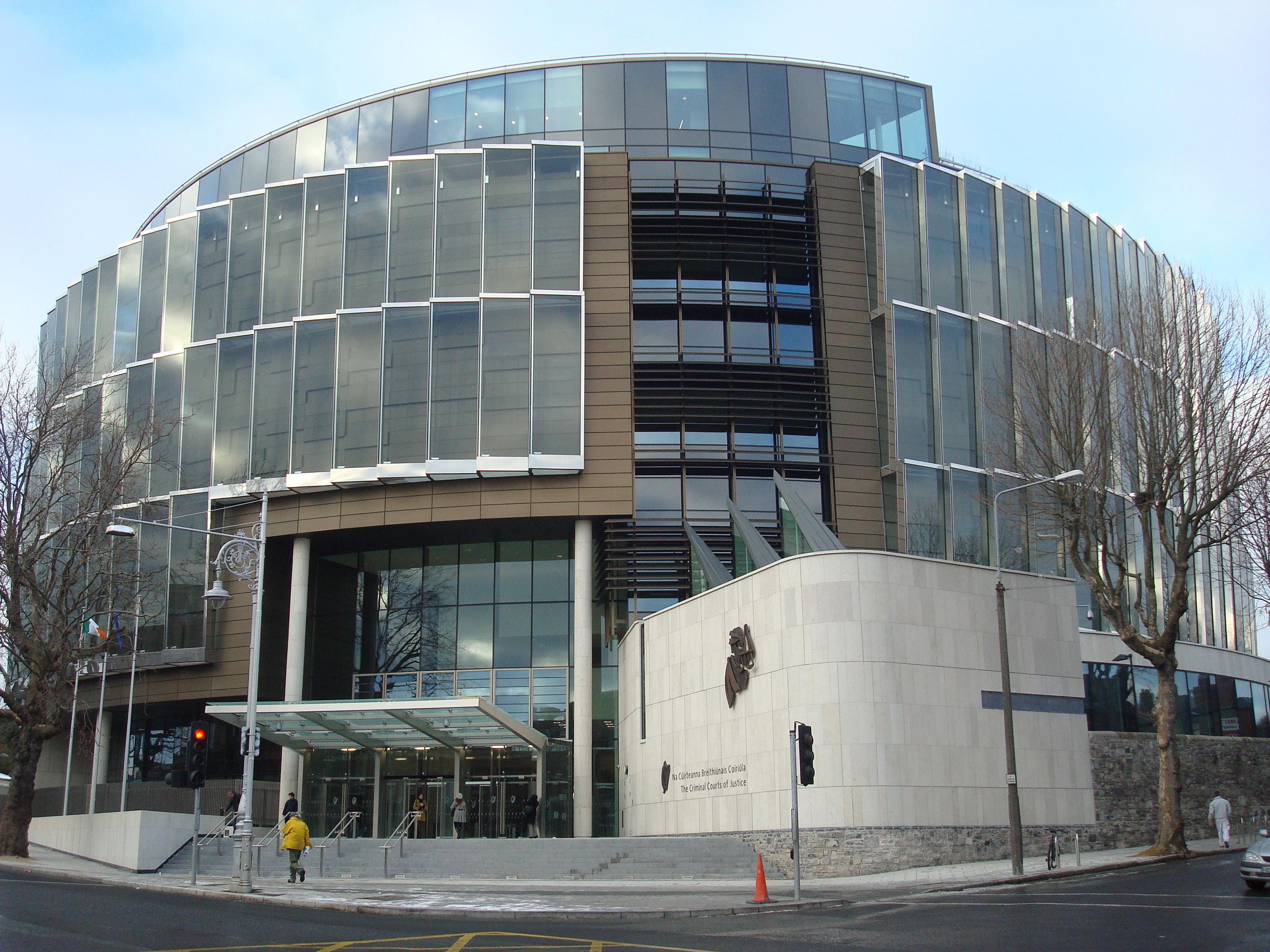
مبنى المحكمة الجنائية الخاصة.

المحكمة الخاصة الجنائية (بالإنجليزية:Special Criminal Court) (بالايرلندية: Cúirt Choiriúil Speisialta) هي محكمة جنائية خاصة تأسست عام 1972 في أيرلندا وهدفها القضاء على الإرهاب وقضايا جرائم المنظمات الخطيرة.